# 機界戰隊全開者VS煌輝者VS前輩者
《機界戰隊全開者VS煌輝者VS前輩者》（日语：機界戦隊ゼンカイジャーVSキラメイジャーVSセンパイジャー），是日本《超級戰隊系列》於2022年推出的VS劇場版（V-Cinext），其中包括《機界戰隊全開者》和《魔進戰隊煌輝者》的演員陣容，兩大戰隊夢幻共演，於2022年4月29日在日本影院上映，並於2022年9月28日在DVD和Blu-ray上發行。

## 本作特色
- 本作為《機界戰隊全開者》和《魔進戰隊煌輝者》的聯動劇場版。為東映VS系列第28作目。2022年4月29日開始於日本部分電影院期間上映。
- 時間線為《機界戰隊全開者》本篇最終話以後，旅行平行世界結束而打算返回全界托比亞之時。
- 本作繼《百獸戰隊牙吠連者VS超級戰隊》、《劇場版 百獸戰隊牙吠連者 怒吼吧，火山》、《轟轟戰隊冒險者 THE MOVIE 最強的密寶》、《轟轟戰隊冒險者VS超級戰隊》、《豪快者 護星者 超級戰隊199英雄大決戰》、《海賊戰隊豪快者 The Movie 飛天幽靈船》、《劇場版 動物戰隊獸王者 心跳不已 馬戲團恐慌！》、《劇場版 動物戰隊獸王者 VS 忍忍者 來自未來的訊息 from 超級戰隊》、《歸來的動物戰隊獸王者 納命來吧! 地球王者決定戰》及《機界戰隊全開者 THE MOVIE 赤色戰鬥！全戰隊大集會！！》及《假面騎士聖刃 + 機界戰隊全開者 超級英雄戰記》後，東映第12部為紀念《超級戰隊系列》誕生的電影作品。
- 本作繼《海賊戰隊豪快者 VS 宇宙刑事卡邦 The Movie》、《特命戰隊Go Busters VS 海賊戰隊豪快者 THE MOVIE》、《獸電戰隊強龍者 VS Go Busters 恐龍大決戰！ 再見永遠的朋友啊》、《魯邦連者VS巡邏連者VS九連者》再次出現歴代相關的戰隊成員於聯動劇場版客串演出。
- 飾演《海賊戰隊豪快者》中船長‧瑪貝拉斯/豪快紅的演員小澤亮太以及《快盜戰隊魯邦連者VS警察戰隊巡邏連者》中夜野魁利/魯邦紅的演員伊藤明日陽兩人亦於本作中作為前輩者客串演出[2]。
- 本作邀請到以大胃王著名的知名偶像 - 萌梓參與演出。
- 本作再次恢復同色組合，但也是首次兩名第一主角未搭檔。如：全開凱撒和煌輝綠、全開侏蘭和煌輝紅。

## 故事概要
寶石之國·克里斯塔里亞的女王瑪布席娜，為了尋找4顆散落在世界各地的「祈願寶石」，而造訪了「全界托比亞」。
接受請託的煌輝紅·熱田充瑠等人前往「豪快托比亞」。
另外一方面，旅行平行世界的全開者們在返回故鄉的途中遭到怪人·燒烤惡徒的攻擊，被困在有如燒烤店的空間內。
從這個空間逃離出來的方法就是將燒肉全都吃完！
無法停止的燒肉全餐地獄大危機・・・。
同時，知道祈願寶石之事的魯邦紅·夜野魁利及豪快紅·瑪貝拉斯兩人決定參與祕寶爭奪戰。
跨越世界的障壁，集結而來的超級戰隊。
一場圍繞在祕寶的戰鬥即將盛大展開！

## 登場人物

### 《機界戰隊全開者》
五色田介人（駒木根葵汰飾／台灣CV：賈文安）
全開凱撒的變身者。
侏蘭（淺沼晉太郎聲／台灣CV：王辰驊）
全開侏蘭的變身者。
獅王（梶裕貴聲／台灣CV：賴緯）
全開獅王的變身者。

瑪吉納（宮本侑芽聲／台灣CV：連思宇）
全開瑪吉納的變身者。

布魯恩（佐藤拓也聲／台灣CV：孟慶府）
全開布魯恩的變身者。

佐克斯·戈爾德茨卡（增子敦貴飾／台灣CV：張立昂）
痛快凱撒的變身者。
斯泰西（世谷口凌飾／台灣CV：歐祖豪）
停留凱撒的變身者。
五色田八手（榊原郁惠飾／台灣CV：雷碧文）
介人的奶奶。
小赤（福圓美里聲／台灣CV：連思宇）
介人的寵物機械鳥，擁有說話的能力。
芙琳特·戈爾德茨卡（森日菜美飾／台灣CV：雷碧文）
佐克斯的二妹。
卡塔那·戈爾德茨卡（鈴木崚太聲／台灣CV：歐祖豪）
佐克斯的三弟。
力奇·戈爾德茨卡（松田颯水聲／台灣CV：雷碧文）
佐克斯的四弟。

### 《魔進戰隊煌輝者》
熱田充瑠（小宮璃央飾／台灣CV：賴緯）
煌輝紅的變身者。
被紅色煌輝石所認可的戰士，以想像力為主戰鬥。
個性熱血又謙虛且勇敢毫不無懼的高中少年戰士。
本身是名喜歡畫畫的高中生，同時也是「擁有超乎常人想像力的高中生」。
在戰鬥中，當他進入「靈光閃現」那種充滿想像力的領域時就會釋放出不輸於他人的光輝。
射水為朝（木原瑠生飾／台灣CV：王辰驊）
煌輝黃的變身者。
被黃色煌輝石所認可的戰士，以射擊為主戰鬥。
本身是名超級厲害的遊戲玩家，同時也是「電子競技界的常勝冠軍」。
在戰鬥中，展現出了「靈活的槍法」和「百發百中的射擊技術」。
速見瀨奈（新條由芽飾／台灣CV：連思宇）
煌輝綠的變身者。
被綠色煌輝石所認可的戰士，以速度為主戰鬥。
個性開朗笑容靦腆的運動少女戰士，擁有旺盛的好奇心，常不考慮後果就直接執行。
本身是名速度極快的田徑運動員，同時也是「日本100公尺賽跑的紀錄保持人」。
在戰鬥中，利用「高速攻擊」來玩弄敵人。
押切時雨（水石亞飛夢飾／台灣CV：歐祖豪）
煌輝藍的變身者。
被藍色煌輝石所認可的戰士，以斬擊為主戰鬥。
個性冷酷並且頭腦清晰的文武雙全的多面派青年戰士。
本身是名家喻戶曉的動作演員，同時也是「高人氣的帥哥明星」。
在戰鬥中，使用擅長的「劍術」及強烈的劍斬殺敵人。
大治小夜（工藤美櫻飾／台灣CV：雷碧文）
煌輝粉的變身者。
被粉紅色煌輝石所認可的戰士，以合氣道為主戰鬥，亦擅於治療。
個性穩重又可靠的年輕女戰士，以「萌」還是「不萌」為基準來判斷任何事物，但也有稍微偏頗的部份。
本身是名手術高超的外科醫生，同時也是「備受矚目的美女醫生」。
在戰鬥中，展示了擅長的「合氣道」的卓越戰鬥技能。
克里斯塔利亞寶路（庄司浩平飾／台灣CV：孟慶府）
煌輝銀的變身者。
克里斯塔利亞的王子，歐拉丁王和瑪巴尤涅王妃的養子，瑪布席娜的哥哥（非親生），博多南無鈴的親哥哥。
擁有驚奇的力量和技能的力之戰士，同時是名寶物獵人。
在戰鬥中，憑神秘的「怪力」對敵人作出多種奇襲。
希娜公主（水瀨祈聲／台灣CV：連思宇）
克里斯塔利亞的女王。
本作中為尋找祈願寶石而造訪全開托比亞。

### 前輩者
前輩者為從豪快紅之後到全開凱撒之前的超級戰隊主角（紅色）戰士。

### 《海賊戰隊豪快者》
船長·瑪貝拉斯（小澤亮太飾／台灣CV：孟慶府）
豪快紅的變身者。

### 《快盜戰隊魯邦連者VS警察戰隊巡邏連者》
夜野魁利（伊藤明日陽飾／台灣CV：張立昂）
魯邦紅的變身者。

### 本作登場人物
波特迪烏斯（岡本信彦聲／台灣CV：張立昂）
波可瓦烏斯的私生子，並成為托吉鐵克的新大王。
Dr.伊歐卡魯（立花慎之介聲／台灣CV：歐祖豪）
從狐狸托比亞而來的科學家。
燒烤惡徒（長嶝高士聲／台灣CV：孟慶府）

## 戰力

### 我方
- 閃耀全開獸齒輪（キラメキゼンカイジュウギア，KIRAMEKI ZENKAIJYU GEAR）

- 閃耀全開凱撒（キラメキゼンカイザー，KIRAMEKI ZENKAISER）

全開凱撒使用閃耀全開獸齒輪變身而成的強化型態。
- 閃耀痛快凱撒（キラメキツーカイザー，KIRAMEKI TWOKAISER）

痛快凱撒使用閃耀全開獸齒輪變身而成的強化型態。
- 閃耀戰力全開王（キラメキゼンリョクゼンカイオー，KIRAMEKI ZENRYOKU ZENKAIOH）

### 敵方
- 燒肉惡徒（カルビワルド，KARUBI）

## 設定
- 豪快托比亞（ゴーカイトピア，Gokaitopia）

為《海賊戰隊豪快者》所處的平行世界，於該平行世界中《魔進戰隊煌輝者》的熱田充瑠、射水為朝、速見瀨奈三人為了尋找金色的海賊所持有的祈願寶石一同造訪了該平行世界，而遇上了該世界豪快紅/船長·瑪貝拉斯。
- 煌輝托比亞（キラメイトピア，Kirameitopia）

為《魔進戰隊煌輝者》所處的平行世界，於開頭中介人一行人一度來到了該平行世界，造訪了該平行世界中「寶石之國克里斯塔利亞」也遇見了該皇宮的王子煌輝銀/克里斯塔利亞 寶路。
- 狐狸托比亞（キツネトピア，Kitsunetopia）

為Dr.伊歐卡魯所處的平行世界，為了協助波特迪烏斯而來到了托吉鐵克。

## 製作團隊
- 原作 - 八手三郎
- Special Thanks - 石之森章太郎
- 劇本 - 香村純子
- 導演 - 山口恭平
- 動作導演 - 清家利一
- 發行 - 東映

## 音樂

### 插曲
- 『全力全開！ゼンカイジャー』 「全力全開！全界者」

作詞： 杉山昭彥（マイクスギヤマ）
作曲、編曲： 園田健太郎
演唱： 鶴野剛士
和聲： 言之美兒童合唱團（ことのみ児童合唱団）
- 「魔進戦隊キラメイジャー」（魔進戰隊煌輝者）

作詞：藤林聖子
作曲・編曲：KoTa
歌：大西洋平

## 外部連結
- 機界戰隊全開者VS煌輝者VS前輩者官方網站 （页面存档备份，存于）